# Brooklyn (zespół muzyczny)
Brooklyn – polski duet wykonujący muzykę hip-hopową, zaliczany do pionierów tego gatunku w Polsce. Tworzyli go Marcin „KaRRamBa” Kitliński i Paweł „Goolary” Góralczyk. Powstał w 1992 roku w Krakowie, a rozwiązany został dwa lata później wydawszy wcześniej dwa albumy studyjne.

## Historia
Duet powstał w 1992 roku w Krakowie z inicjatywy zainteresowanych ówcześnie nieznanym szerzej w Polsce hip-hopem młodych muzyków, Marcina „KaRRamBy” Kitlińskiego i Pawła „Goolary'ego” Góralczyka. Goolary wywodził się ze sceny metalowej, występował między innymi od 1987 roku w thrashmetalowej kapeli Hellias jako gitarzysta. Na rok przed powstaniem grupy krakowska oficyna wydawnicza Gamma podpisała kontrakt z Hellias, którego owocem był debiutancki album formacji, Closed in the Fate Coffin. Gdy Góralczyk założył z Kitlińskim Brooklyn, Gamma wykazała zainteresowanie również jego kolejnym przedsięwzięciem.
Debiutancki album studyjny Brooklynu zatytułowany …cham się topi wydany został przez Gammę w formie kasety w maju 1994 roku. Był to trzeci w historii polskiej fonografii oficjalnie wydany stricte hip-hopowy album po East On Da Mic Piotra „Liroya” Marca i Walenie w basenie grupy B.Z.i.K. z 1992 roku, jeśli nie liczyć nagrań Kazika Staszewskiego. Produkcją utworów zajęli się sami raperzy. Nad całością procesu twórczego czuwał realizator odpowiedzialny również za miks i mastering, Piotr „Buzer” Łabuzek, również muzyk metalowy, działający w zespole Cemetery of Scream jako klawiszowiec. Na płycie KaRRamBA i Goolary zdecydowali się poruszać rozmaite tematy, nierzadko zahaczające o kontrowersję. Znalazły się na niej utwory takie, jak „Izba wytrzeźwień” z brutalnym opisem pobytu w ośrodku, stanowiące krytykę zjawiska molestowania seksualnego „Kazirodztwo”, czy „Ballada o wzwodzie”, pierwszy w historii muzyki polskiej utwór w konwencji dirty rapu (sięgnął po niego później dopiero Tymon Smektała na albumie Świntuszenie z 2000 roku). W latach późniejszych …cham się topi zyskało sobie status białego kruka, a jeden z egzemplarzy kasety sprzedano w 2019 roku za 4750 złotych na aukcji internetowej.
Jeszcze w tym samym roku, również nakładem Gammy, ukazał się album Banda osiedlowa wydany wspólnie z triem The Young Gang. Był to projekt Brooklynu utworzony z rapujących dzieci w składzie Wojciech Kitliński, Łukasz Stojek i Grzegorz Fajdek. Członkowie Brooklynu odpowiedzialni byli za całość warstwy muzycznej i tekstowej wydawnictwa, natomiast miksowaniem, masteringiem i realizacją nagrań ponownie zajął się Buzer.
Po wydaniu Bandy osiedlowej duet zakończył działalność. Goolary powrócił na scenę metalową. W 1997 roku dołączył do zespołu Buzera, Cemetery of Scream, jako gitarzysta. Występował też między innymi w grającej rock progresywny formacji Hipgnosis. Z kolei KaRRamBa zdecydował się kontynuować karierę rapera solowo. Jeszcze w 1994 roku wystąpił gościnnie w utworze „Slow and Stoned (Method of Yonash)” Acid Drinkers z ich albumu Infernal Connection, a w 1996 roku wydał swój debiutancki album pod tytułem Boom! Bang!, który sprzedał się w nakładzie przekraczającym czterdzieści tysięcy egzemplarzy.

## Członkowie zespołu
- Paweł „Goolary” Góralczyk – wokal, słowa, produkcja, gitara elektryczna, instrumenty klawiszowe, sampler, automat perkusyjny
- Marcin „KaRRamBa” Kitliński – wokal, słowa, produkcja, instrumenty klawiszowe, sampler, automat perkusyjny, harmonijka ustna